# Patissa onirophanta
Patissa onirophanta là một loài bướm đêm trong họ Crambidae.